# 侏羅暴龍屬

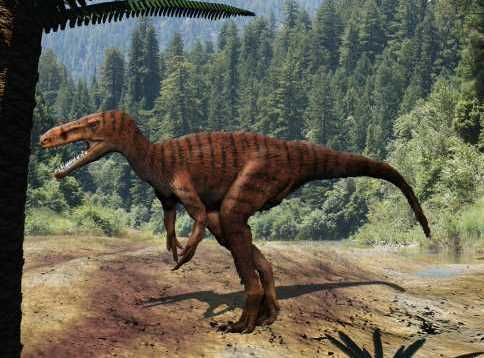
侏羅暴龍的想像圖

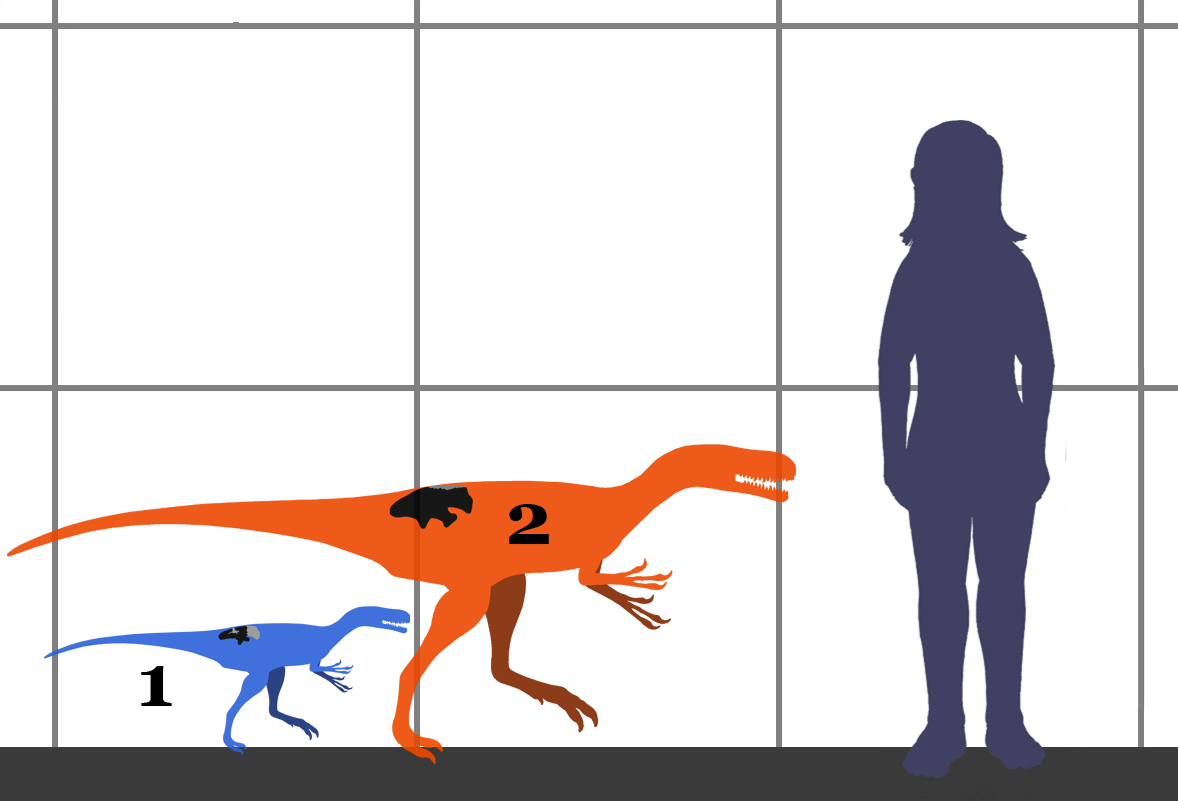
史托龍正模標本(橘)、未成年史托龍(藍)、侏羅暴龍(綠)與人類的體型比較圖

侏羅暴龍屬（屬名：Juratyrant）是種暴龍超科恐龍，生存於晚侏羅紀的英格蘭。
目前只有模式種朗氏侏羅暴龍（T. langhami），種名是以發掘標本的Peter Langham為名。化石是一個天然狀態的部份骨骼，包含完整的骨盆、部分完整的後肢、頸椎、背椎、尾椎。這個標本是在1984年被發現於英格蘭的多塞特郡，直到2008年才被正式敘述、命名。這個標本的年代是侏羅紀晚期的提通階，地質年代約1億4930萬到1億4900萬年前。
侏羅暴龍原本是史托龍的一個種，朗氏史托龍（Stokesosaurus langhami），是在2008年由R.B.J. Benson敘述、命名。近年研究發現，這些英格蘭化石跟美國的史托龍化石有差異，兩者不一定是近親。在2012年，R.B.J. Benson等人將朗氏史托龍獨立為新屬，命名為侏羅暴龍（Juratyrant）。